# Musée du téléphone
Le musée du téléphone est un musée privé de la commune de Warneton, qui appartient à la commune hennuyère de Comines-Warneton.
Ce musée privé est situé dans le café À l'Hôtel de Ville et présente plus de 500 objets de collections, téléphones anciens et modernes ; le plus ancien date de 1878.

## Histoire
Le propriétaire, Daniel Castryck, a commencé sa collection au début des années 1970. Aujourd'hui, 200 appareils sont exposés aux côtés d'autres objets dans des espaces vitrés au sein du café. Sur les murs, on trouve des cadres, cartes téléphoniques et matériel ancien tel qu'un standard téléphonique.
Il fera l'acquisition de ces objets dans des marchés au puces ou à l'étranger. Un spécimen très rare de 1905 est incrusté d'or et de style Art Nouveau.
Une explication peut être obtenue ici, l'entrée est gratuite mais un verre dans le café susmentionné est obligatoire.